# 蒂尔·林德曼
蒂尔·林德曼（德語：Till Lindemann，1963年1月4日—），德国音乐人，现担任工业金属乐队Rammstein的主唱。

## 人物简述
蒂尔·林德曼出生于东德时期的莱比锡，并在什未林附近的Wendisch-Rambow村长大。他的父亲是一名儿童诗作者，母亲是一名记者兼作家，他有一个比他小6岁的妹妹，在11岁时进入罗斯托克的一所体育学校，1977年至1980年进入一所寄宿学校，1975年以后因为职业原因便和父母分居。
1978年林德曼参加了在佛罗伦萨举办的欧洲青少年游泳竞标赛并在1500米项目上取得第七名，因此入围到1980年莫斯科奥运会但不久因为一次受伤终止了体育生涯。据林德曼说："我其实从不喜欢体育运动学校，它的训练非常紧张强烈。但作为一个孩子，你无权反对。"
他的第一份工作在一家泥炭切割公司，但是3天后他被解雇。他还做过木匠学徒、画廊技师，而最出名的是编织篮筐。
1981年，林德曼断然拒绝服18个月的义务兵役，因而差点被关押起来。

## 生涯

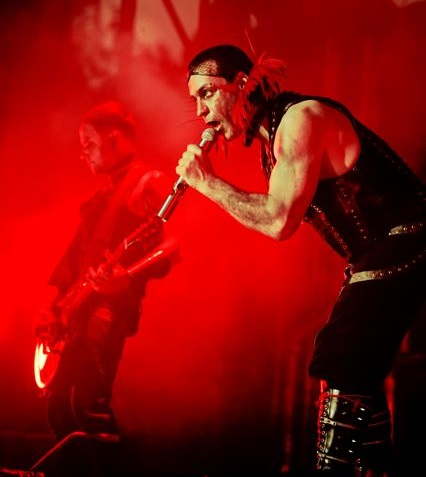

林德曼最初在First Arsch担任一名鼓手，发行了专辑Saddle Up，并与朋克乐队Felling B（Rammstein成员Paul H. Landers、Christoph "Doom" Schneider和Christian "Flake" Lorenz均为该乐队前成员）演奏了一首歌曲 ("Lied von der unruhevollen Jugend")。在90年代，林德曼开始作词，1994年，他们三人在柏林赢得了一场比赛，使他们赢得了录制一部职业四轨样本唱片的机会，林德曼搬到了柏林。
2002年11月，林德曼的诗歌集Messer公布，它包含了54首由Gert Hof编制的诗。
2010年7月，林德曼和弗雷克在顶尖shock rock节目上接受重金属专家Sam Dunn采访。

## 个人生活
1985年，林德曼22岁时，他的第一个女儿Nele出生，林德曼与Nele的母亲在她出生后结婚，但是他们后来分手了，林德曼一个人抚养Nele，林德曼说：“我曾在一支朋克乐队担任鼓手，在我的住处有我们的工作室，作为父亲，七年来我一直抚养我的女儿，但现在我和她母亲共同抚养，因为1年裡有6个月要在乐队裡。”林德曼跟Anja Köseling有了第二个女儿。采访Richard Kruspe时他表示Till至少有四个孩子。

### 舞台角色

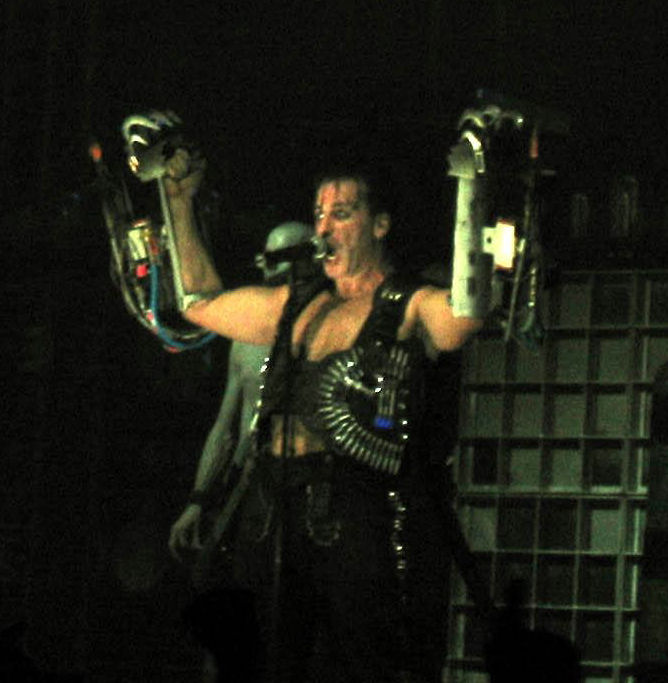
每当演唱"Rammlied"时Till会挥舞两个带有火焰喷射器的手套

林德曼有非常强大的舞台风度和洪亮的男低音，他的专属动作是半蹲并在反复乐节时用拳头砸他的大腿边，这个动作被Rammstein的粉丝称为“Till-Hammer”，他的发音是有变化的，他以高地德语发R颤音。
另一个特性是他表演时的独创性，比如把自己包在火里和 “Bück Dich”时做疑似猥亵的滑稽动作，林德曼也是烟火制造术的能手，由于1996年一次演出过程中的失误，Rammstein开始聘请专业烟火师随后林德曼向他们学习，有趣的是，Christoph Schneider说：“Till一直被烧，但他喜欢疼痛。”